# Loca FM (España)
Loca FM es una emisora de radio española de música electrónica que emite a través de la FM en distintas ciudades españolas. Simultáneamente, emite en streaming a través de internet, llegando a cualquier parte del mundo. Su máximo competidor en la actualidad es Los 40 Dance.

## Historia
Loca FM comenzó sus emisiones en Madrid el 28 de noviembre de 1998 por Carlos J. Rubio, Fernando de la Piedra y Óscar Montero como una emisora alegal enfocada al funky y house, heredando de la desaparecida Radio Vinilo (cerrada en 1994), convirtiéndose después en una radio dance. En 2005 firmó un acuerdo con el Grupo Intereconomía que adquirió el 50% de la emisora y expandió a nivel nacional, y años más tarde hacerse de nuevo independiente.
Loca FM tuvo locutores destacados como DJ Nano, DJ Bee, Cristian Varela, David Penn, los Magic Solutions, DJ Chus, Abel Ramos, Robbie Rivera, Iván Pica, David Tort, Raúl Ortiz, Juanjo Martín, DJ Sammy, David Gausa o DJ Neil, este último actualmente es director musical de LOCA FM y dirige y presenta dos programas de la emisora: La Termo y Lo Que Me Sale Del Pen (LQMSDP).
En 2012 el grupo francés RTL, propietario de la emisora Fun Radio, llegó a un acuerdo con la emisora y se integró en la misma, cambiándole el nombre a Loca Fun Radio. En 2013 paso a llamarse Fun Radio. El 1 de enero de 2015, ya desvinculada totalmente del Grupo RTL, volvió a recuperar la denominación de Loca FM. 
En septiembre de 2018 su programación se convirtió casi exclusivamente en música dance desde los años 80 hasta principios de la década del 2000, salvando algunos programas especializados de la franja de noche. En los años posteriores fueron apareciendo programas de diferentes estilos a diferentes franjas horarias. A partir de 2024 la música actual sustituyó en gran parte a la música "remember", aunque todavía permanecen numerosos programas en los que se puede escuchar este tipo de música.

## Programación
Su programación se basa en la música electrónica, concretamente dance (música de baile electrónica). Sus distintos programas abarcan géneros de música electrónica como house (en sus diversos subgéneros), techno, trance, bakalao o hard dance. En las franjas horarias en las que no hay un programa concreto, simplemente se reproducen distintas canciones de manera secuencial (Sonido Loca). (www.locafm.com/parrilla-programas.html)
Además, existen una serie de canales temáticos divididos por géneros a los que se puede acceder a través de internet.

## Audiencia
Según los datos de audiencia correspondientes al Estudio General de Medios (EGM), Loca FM ha registrado estas audiencias:
| Año  | Oleada         | Oyentes | Ascensor      |
| ---- | -------------- | ------- | ------------- |
| 2021 | 3ª (invierno)  | 185 000 | Crecimiento   |
| 2021 | 2ª (verano)    | 160 000 | Crecimiento   |
| 2021 | 1ª (primavera) | 146 000 | Decrecimiento |
| 2020 | 3ª (invierno)  | 154 000 | Crecimiento   |
| 2020 | 1ª (primavera) | 150 000 | Crecimiento   |

## Frecuencias[3]

### FM

#### Andalucía
- Córdoba - 97.0 MHz
- Málaga 103.7 MHz

#### Aragón
- Huesca - 106.3 MHz
- Teruel - 99.0 MHz
- Zaragoza - 100.9 MHz

#### Canarias
- Adeje - 96.2 MHz
- Arona (Tenerife) - 97.5 MHz
- La Gomera - 96.2 MHz
- Las Palmas de Gran Canaria - 107.1 MHz
- San Miguel de Abona - 98.7 MHz
- Santa Cruz de Tenerife (Tenerife) - 97.8 MHz

#### Castilla-La Mancha
- Madridejos (Manzanares) - 106.6 MHz
- Toledo - 95.1 MHz

#### Castilla y León
- Burgos - 96.4 MHz
- Salamanca - 108.0 MHz
- Ponferrada - 97.2 MHz

#### Comunidad de Madrid
- Madrid - 96.0 MHz

#### Comunidad Valenciana
- Alicante - 103.2 MHz
- Elche - 98.0 MHz
- Valencia - 106.9 MHz

#### Galicia
- Arosa - 92.9 MHz

#### Islas Baleares
- Formentera - 88.4 MHz
- Ibiza - 88.4 MHz

#### Región de Murcia
- Murcia/Costa Cálida - 92.4 MHz

#### Navarra
- Pamplona - 99.7 MHz

## Emisión online
Loca FM usa además el sistema de emisión streaming a través de internet, llegando así a lugares de España donde no posee licencia para emitir en el sistema FM (locafm.com) así como al resto del mundo. La emisora dispone de una web desde la que puede escucharse la totalidad de su programación en directo, los pódcast de sus programas y varios canales temáticos. También está disponible una aplicación para dispositivos móviles.

## Loca Urban
La programación de Loca Urban (anteriormente denominada Loca Latino) se basa principalmente en radiofórmula especializada en sonido urbano y los mejores clásicos del género reguetón, dembow, reggae en español, dancehall, rumbatón, toasting, hip hop, dance, soca, dub, pop latino, bachata, trap, trap latino, tecno-rumba, etcétera, ya consolidados a nivel internacional y nacional. La emisora abarca la totalidad del territorio español con su emisión paralela en streaming a través de internet, cubriendo zonas de España donde no posee emisora en FM. Puede ser sintonizada también a través de la aplicación de Loca FM.
Su máximo competidor en la actualidad es Los 40 Urban.

### FM

#### Andalucía
- Costa del Sol - 91.7
- Málaga  - 103.7
- Almería - 99.7
- Córdoba - 88.9

#### Aragón
- Zaragoza - 89.1

#### Canarias
- Tenerife Arona  - 94.5
- San Miguel de Abona - 91.7
- Las Palmas de Gran Canaria - 107.1

#### Castilla-La Mancha
- Toledo - 90.9

#### Castilla y León
- Burgos - 96.4
- Salamanca - 87.5

#### Comunidad de Madrid
- Madrid - 97.5

#### Comunidad Valenciana
- Valencia - 91.1

#### Galicia
- Vigo - 93.3
- Pontevedra - 94.3

#### Islas Baleares
- Mallorca - 98.2

#### Navarra
- Pamplona - 88.7

#### Región de Murcia
- Murcia - 95.7

#### País Vasco
- Bilbao - 87.5